# Portugalci
Portugalci (portugalsky Portugueses) jsou románský národ, na jehož utváření působily také germánské a keltské vlivy. Dorozumívacím jazykem je portugalština, dominuje římskokatolické křesťanství.
V Portugalsku žije 10 miliónů Portugalců. Celkový počet Portugalců je však obtížné stanovit, neboť u velké části potomků těch, kteří se usadili v bývalých portugalských koloniích, můžeme jen sotva hovořit o (portugalské) národnosti; v Brazílii, jež má 184 miliónů, je počet osob portugalského původu okolo 100 miliónů.

## Osobnosti
Portugalci ovlivnili evropské a světové dějiny svými objevitelskými námořními plavbami a kolonizací části Jižní Ameriky, Afriky a Indie. Nejznámějším portugalským mořeplavcem byl Fernão de Magalhães, který obeplul jako první jižní cíp Ameriky. Vasco da Gama jako první slavně obeplul Afriku. Pedro Álvares Cabral objevil pro Evropu Brazílii, Bartolomeu Dias jako první Evropan obeplul mys Dobré naděje, po řece Kongo se plavil Diogo Cão, Tichý oceán prozkoumal Pedro Fernandes de Queirós, ústí Río de la Plata objevil Juan Diaz de Solís, jako první Portugalec nalezl cestu do Indie Pedro da Covilhã, Somálsko dobyl Tristão da Cunha, mys Búdždúr obeplul Gil Eanes, proslulým conquistadorem byl i Afonso de Albuquerque či Juan Rodriguez Cabrillo. Klíčovým organizátorem a financiérem portugalských objevitelských plaveb byl Jindřich Mořeplavec. Z trůnu hlavní dobyvatelské akce řídil především Jan II. Portugalský a Manuel I. Portugalský. Fernão Mendes Pinto proslul literárním zpracováním svých nepříliš důvěryhodných historek z objevitelských cest.
Nejslavnějším portugalským vědcem je neurolog António Egas Moniz, který roku 1949 získal Nobelovu cenu za fyzilogii, a to za průkopnictví v oblasti cerebrální angiografie. Je dosud jediným Portugalcem, který získal Nobelovu cenu za vědu.
Středověká portugalská židovská komunita dala vzejít dvěma významným filozofům: Izáku Abrabanelovi a Urielu da Costovi.
Nejvýznamnějšími spisovateli a básníky jsou Luís de Camões a Fernando Pessoa. José Saramago získal roku 1998 Nobelovu cenu za literaturu, jako první a dosud jediný portugalský spisovatel. Klasikem portugalské prózy je José Maria de Eça de Queirós. Mezinárodního úspěchu dosáhl i Almeida Garrett, Miguel Torga, v posledních letech pak António Lobo Antunes, José Luís Peixoto či Sophia de Mello Breyner Andresenová. Nejvýznamnějším dramatikem je středověký autor Gil Vicente.
Tak jako Španělé flamenco či Francouzi šanson, i Portugalci rozvinuli svůj osobitý národní hudební styl zvaný fado. Jeho klasickou a asi nejslavnější představitelkou byla Amália Rodriguesová. Dnes styl fado reprezentuje například Dulce Pontesová, zpěvačka Mariza, nebo skupina Madredeus. V Hollywoodu se ve 30.-50 letech prosadila herečka a tanečnice Carmen Miranda. Nejvýznamnějším portugalským filmovým režisérem je Manoel de Oliveira.
Významnými architekty jsou Álvaro Siza Vieira a Eduardo Souto de Moura.
Jako zakladatele státu Portugalci ctí Alfonse I. Portugalského. Za zakladatele moderního státu považují Markýze de Pombal, jehož pravé jméno znělo Sebastião José de Carvalho e Melo. Mezi významné politiky 20. století patří José Manuel Durão Barroso, který byl předsedou Evropské komise. Po 36 let (1932–1968) byl portugalským ministerským předsedou představitel autoritářského režimu Nový stát António de Oliveira Salazar. Symbolem odporu proti Salazarovi se stal především komunista Álvaro Cunhal. Zcela zapomenutým byl dlouho Aristides Sousa Mendes, který se ve 40. letech vzepřel pokynům salazarovské diktatury a vydal víza 30 000 cizinců, zejména Židům, prchajícím před smrtelným nebezpečím z Německa a z jiných Německem okupovaných zemí. Až na konci 80. let ho portugalský stát docenil a v televizní anketě z roku 2006 ho diváci zvolili 3. největším Portugalcem všech dob.
Velkou roli v portugalské společnosti tradičně hraje katolická církev. Její velkou osobností byl Antonín z Padovy, který se navzdory svému zaužívanému jménu narodil v Lisabonu, a v Portugalsku dnes patří k nejuctívanějším svatým.
Portugalským národním sportem je fotbal. Nejslavnější hráči byli Eusébio, Luis Figo a Cristiano Ronaldo. Vysoký kredit si drží i trenér José Mourinho. Pedro Damiano je klasikem dějin šachu, po němž je pojmenováno otevření Damianova obrana.